# آرامگاه ملای روستای یبر داغلان
بقعه ملای روستای یبر داغلان مربوط به دوره قاجار است و در شهرستان پاکدشت، بخش مرکزی، روستای یبر داغلان واقع شده و این اثر در تاریخ ۱ مهر ۱۳۸۲ با شمارهٔ ثبت ۱۰۳۰۹ به‌عنوان یکی از آثار ملی ایران به ثبت رسیده است.